# Comunidad de comunas de Soule
La Comunidad de comunas de Soule (en francés: Communauté de communes de Soule-Xiberoa; en euskera batua: Zuberoako herri elkargoa; en euskera suletino: Xiberoko herri alkargoa o Xiberoa herri alkargoa) era una estructura intercomunal francesa situada en el departamento de Pirineos Atlánticos de la región de Aquitania. Fue suprimido el 31 de diciembre de 2016.

## Historia
Fue creada en enero de 2000 con la unión de las diecinueve comunas del antiguo cantón de Mauléon-Licharre, las dieciséis comunas del antiguo cantón de Tardets-Sorholus y una de las veintitrés comunas del Navarrenx, reagrupando así la mayor parte de las comunas de la provincia histórica de Soule.
En 2012 se integró la comuna bearnesa de Lichos.
Actualmente todas las comunas pertenecen al cantón de Montaña Vasca.

## Composición
La Comunidad de comunas reagrupa 36 comunas:
| Comuna                          | Código INSEE | Región        | Población (2012) | Superficie (km²) | Densidad (hab./km²) |
| ------------------------------- | ------------ | ------------- | ---------------- | ---------------- | ------------------- |
| Ainharp                         | 64012        | Montaña Vasca | 151              | 14.07            | 11                  |
| Alçay-Alçabéhéty-Sunharette     | 64015        | Montaña Vasca | 219              | 34.40            | 6                   |
| Alos-Sibas-Abense               | 64017        | Montaña Vasca | 269              | 5.78             | 47                  |
| Arrast-Larrebieu                | 64050        | Montaña Vasca | 96               | 7.56             | 13                  |
| Aussurucq                       | 64050        | Montaña Vasca | 254              | 47.12            | 5                   |
| Barcus                          | 64093        | Montaña Vasca | 736              | 46.93            | 16                  |
| Berrogain-Laruns                | 64115        | Montaña Vasca | 108              | 2.68             | 40                  |
| Camou-Cihigue                   | 64162        | Montaña Vasca | 106              | 10.08            | 41                  |
| Charritte-de-Bas                | 64187        | Montaña Vasca | 239              | 7.40             | 32                  |
| Chéraute                        | 64188        | Montaña Vasca | 48               | 797              | 65                  |
| Espès-Undurein                  | 64214        | Montaña Vasca | 483              | 9.78             | 49                  |
| Etchebar                        | 64222        | Montaña Vasca | 65               | 8.23             | 8                   |
| Garindein                       | 64231        | Montaña Vasca | 527              | 6.87             | 77                  |
| Gotein-Libarrenx                | 64231        | Montaña Vasca | 527              | 6.87             | 77                  |
| Gotein-Libarrenx                | 64247        | Montaña Vasca | 491              | 11.75            | 42                  |
| Haux                            | 64258        | Montaña Vasca | 102              | 17.01            | 6                   |
| Idaux-Mendy                     | 64268        | Montaña Vasca | 260              | 9.67             | 27                  |
| Lacarry-Arhan-Charritte-de-Haut | 64268        | Montaña Vasca | 128              | 23.32            | 6                   |
| Laguinge-Restoue                | 64303        | Montaña Vasca | 168              | 6                | 28                  |
| Larrau                          | 64316        | Montaña Vasca | 209              | 126.80           | 2                   |
| L'Hôpital-Saint-Blaise          | 64264        | Montaña Vasca | 76               | 2.11             | 36                  |
| Lichans-Sunhar                  | 64340        | Montaña Vasca | 74               | 3.43             | 22                  |
| Lichos                          | 64341        | Montaña Vasca | 136              | 3.38             | 40                  |
| Licq-Athérey                    | 64342        | Montaña Vasca | 231              | 17.87            | 13                  |
| Mauleón                         | 64371        | Montaña Vasca | 3228             | 12.80            | 252                 |
| Menditte                        | 64378        | Montaña Vasca | 213              | 6.33             | 34                  |
| Moncayolle-Larrory-Mendibieu    | 64391        | Montaña Vasca | 338              | 16.27            | 21                  |
| Montory                         | 64404        | Montaña Vasca | 335              | 20.45            | 16                  |
| Musculdy                        | 64411        | Montaña Vasca | 249              | 24.06            | 10                  |
| Ordiarp                         | 64424        | Montaña Vasca | 537              | 29.71            | 18                  |
| Ossas-Suhare                    | 64432        | Montaña Vasca | 83               | 7.17             | 12                  |
| Roquiague                       | 64468        | Montaña Vasca | 124              | 10.44            | 12                  |
| Santa Engracia                  | 64475        | Montaña Vasca | 206              | 72.69            | 3                   |
| Sauguis-Saint-Étienne           | 64509        | Montaña Vasca | 174              | 8.81             | 20                  |
| Tardés                          | 64533        | Montaña Vasca | 616              | 14.99            | 41                  |
| Trois-Villes                    | 64537        | Montaña Vasca | 132              | 6.39             | 21                  |
| Viodos-Abense-de-Bas            | 64559        | Montaña Vasca | 739              | 12.71            | 58                  |

## Competencias
La comunidad es un organismo público de cooperación intercomunal.
Sus recursos provienen del impuesto sobre los rendimientos del trabajo único, del sistema de contribuciones que se aplica a los residuos y asignaciones y subvenciones de diversos socios.
Sus competencias en general se centran en el desarrollo económico, medio ambiental, de empleo y los servicios comunitarios a los habitantes:
- Ordenación del Territorio
  - Plan de Coherencia Territorial (SCOT, en francés).
  - Plan Sectorial.
- Desarrollo y organización económica
  - Acción de desarrollo económico de las actividades industriales, comerciales o de empleo, (apoyo de las actividades agrícolas y forestales...).
  - Creación, organización, mantenimiento y gestión de zonas de actividades industriales, comerciales, terciario, artesanal o turístico.
- Desarrollo y organización social y cultural
  - Actividades culturales y socioculturales.
  - Actividades deportivas.
  - Construcción y/u organización, mantenimiento, gestión de equipamientos o establecimientos culturales, socioculturales, socioeducativos, deportivos…, etc.
  - Transporte escolar.
- Medio ambiente
  - Saneamiento no colectivo.
  - Recogida y tratamiento de los residuos urbanos y asimilados.
  - Protección y valorización del Medio Ambiente.
- Vivienda y hábitat
  - Programa local del hábitat.
- Servicio de vías públicas
  - Creación, organización y mantenimiento del servicio de vías públicas.
- Otros
  - Adquisición comunal de material.
  - Informática, Talleres vecinales.